# نقطه داغ
نقطهٔ داغ (به انگلیسی: The Hot Spot) فیلم نئو-نوار آمریکایی محصول سال ۱۹۹۰ است که توسط دنیس هاپر کارگردانی و بر اساس کتاب سال ۱۹۵۲ " جهنم‌های بدون خشم" اثر چارلز ویلیامز ساخته شد. دان جانسون، ویرجینیا مادسن و جنیفر کانلی در فیلم به ایفای نقش پرداختند و جک نیچه موسیقی فیلم را نوشت که توسط جان لی هوکر، مایلز دیویس، تاج محل، روی راجرز و درامر، ارل پالمر، نواخته شد.

## بازیگران
- دان جانسون در نقش هری مدوکس
- ویرجینیا مادسن در نقش دالی هرشو
- جنیفر کانلی در نقش گلوریا هارپر
- جری هاردین در نقش جورج هارشو
- ویلیام سدلر در نقش فرانک ساتون
- چارلز مارتین اسمیت در نقش لین گولیک
- بری کربن در نقش کلانتر
- لئون روپی در نقش معاون تیت
- جک نانسی در نقش بخش جولیان
- ویرجیل فرای در نقش معاون باک

## تولید
چارلز ویلیامز به همراه نونا تیستون در سال ۱۹۶۲ نسخهٔ فیلمنامه را نوشتند. رابرت میچام ابتدا به عنوان کارگردان در نظر گرفته شده بود، اما چند سال بعد، دنیس هوپر فیلمنامه را پیدا کرد و آن را به روز کرد. هوپر در توصیف فیلم گفت" آخرین تانگو در تگزاس: بسیار داغ و پر انرژی. "
در صحنهٔ اتاق خواب در اصل قرار بود که مادسون برهنه ظاهر شود، اما او تصمیم گرفت لباس خواب بدن‌نما تن کند، زیرا او احساس می‌کرد که «نه تنها برهنگی از نظر داستانی ضعف بود، بلکه همچنین به مخاطب این اجازه را نمی‌داد که او را برهنه کند». هوپر بعدها اعتراف کرد که نظر مادسن درست بوده‌است.

## بازخورد

ویرجینیا مدسن در نقش دالی هارشو در نقطه داغ.

نقطهٔ داغ اولین نمایش خود را در سال ۱۹۹۰ جشنواره فیلم تورنتو تجربه کرد. دنیس هوپر احساس می‌کرد که دان جانسون و ویرجینیا مادسن در تبلیغ فیلم به اندازه کافی از خود اشتیاق نشان ندادند. هوپر در مورد جانسون گفت: «او می‌گوید تا زمانی که نقدها را نخوانده، هیچ کاری برای فیلم انجام نمی‌دهد.» جانسون این ادعا را رد کرد و گفت که سر صحنه فیلمبرداری هارلی داویدسون و مرد مارلبورویی بوده‌است. دربارهٔ مادسن، هوپر ادعا کرد که او به دلیل صحنه‌های زیاد برهنگی «بسیار خجالت زده» بود. فیلم در ۱۲ اکتبر ۱۹۹۰ در ۲۳ تئاتر به نمایش درآمد که در هفتهٔ افتتاحیه ۱۱۲٬۱۸۸ دلار فروش کرد. در نهایت فروش فیلم در آمریکای شمالی فقط ۱٫۲ میلیون دلار بود که به مراتب کمتر از هزینه تولید آن بود.
نقطهٔ داغ به‌طور کلی نقدهای مثبتی از منتقدان دریافت کرد. راتن تومیتوز بر اساس بررسی ۲۱ نقد، امتیاز ۷۱٪ را به فیلم داد. راجر ایبرت سه ستاره از چهار ستاره به فیلم داد و نوشت: «فقط دوستداران سینما که هنوز افکار خود را از بی-مووی‌های بزرگ آز.ک. ئو و ریپابلیک پیکچرز حفظ کرده‌اند، نقطهٔ داغ را به عنوان اثری برجسته از یک سنت قدیمی خواهند شناخت.» جانت ماسلین در بررسی خود برای نیویورک تایمز نوشت: "کارگردانی آقای هوپر در مقایسه با نگاه زنده و تاثیرگذار فیلمبردار، اوئلی استیگر، سخت و شیک است ". یواس‌ای تودید دو ستاره و نیم به فیلم داد و نوشت: "به عبارت دیگر، کارگردانی هوپر فوق‌العاده نبوده و تا حدودی گیج کننده بود، اما این فیلم باعث می‌شود بخواهید با شریک زندگی کس دیگری، برهنه شنا کنید. "

## رسانه خانگی
در ۱۳ اوت ۲۰۱۳، کارخانه فریاد! نقطهٔ داغ را در نسخه بلو-ری به همراه فیلم من را به آرامی بکش منتشر کرد.